# 特列皮夫卡
48°41′14″N 32°22′0″E / 48.68722°N 32.36667°E
特列皮夫卡（烏克蘭語：Трепівка），是烏克蘭中部的村莊，隸屬基洛夫格勒州的克羅皮夫尼茨基區。該村始建於1923年，面積2.4平方公里，海拔高度211米，2023年人口1,300，人口密度每平方公里543.2人。